# René Bondoux
René Henri Georges Bondoux (Bar-sur-Aube, 1905. május 26. – Neuilly-sur-Seine, 2001. május 6.) olimpiai bajnok francia tőrvívó, katonatiszt.